# Großer Preis von Frankreich 1922

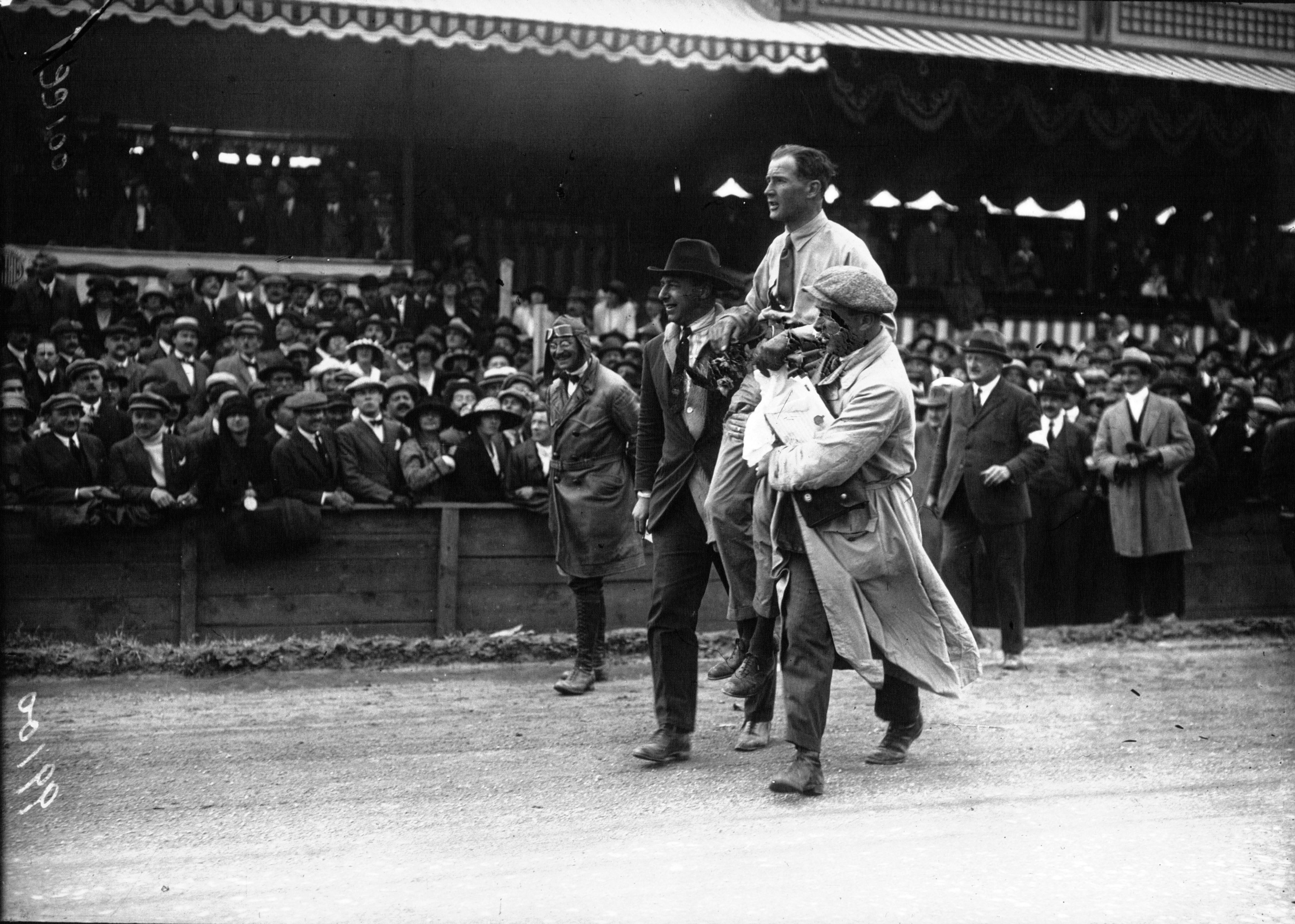
Rennsieger Felice Nazzaro nach dem Rennen

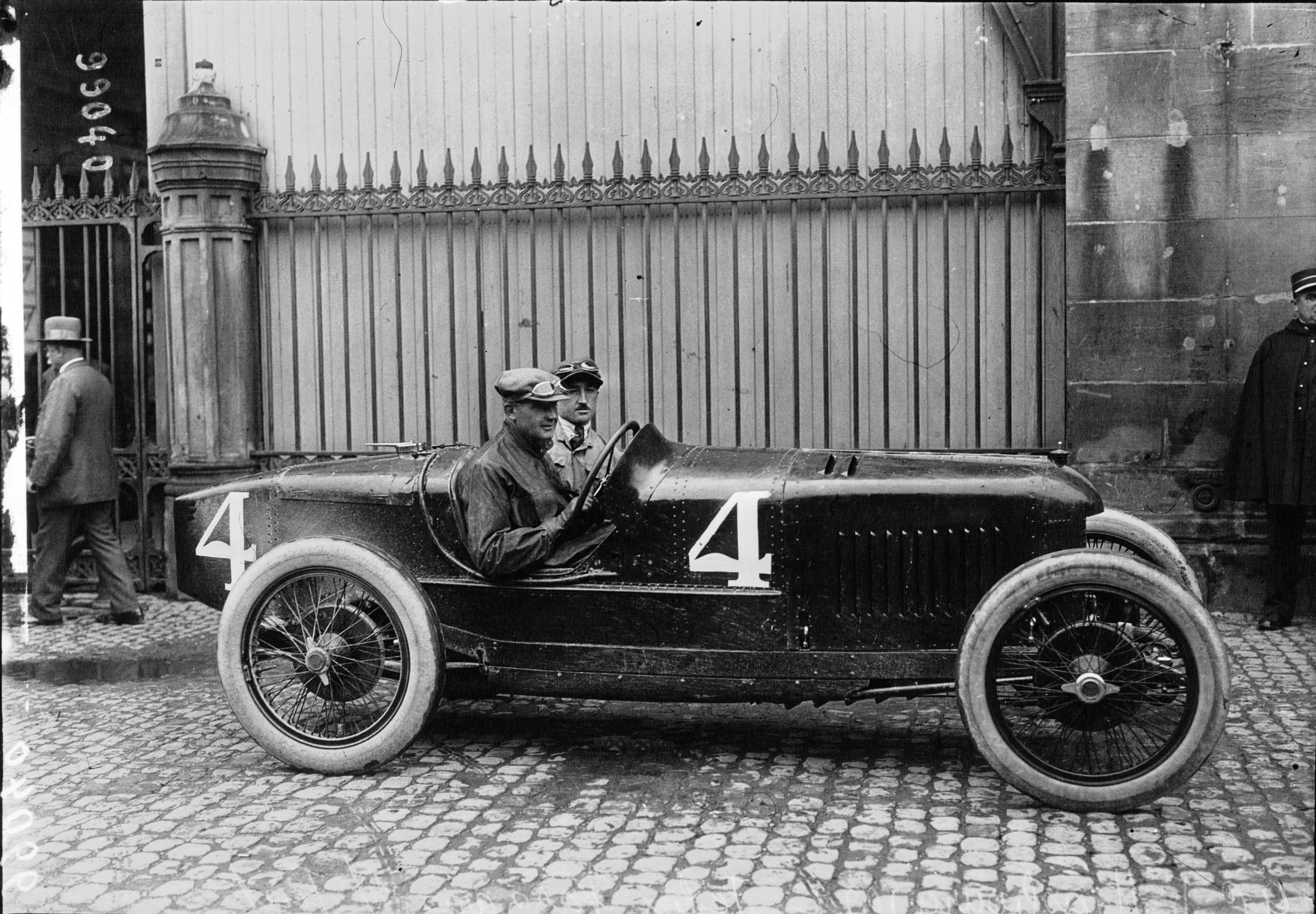
Nazzaro mit Beifahrer Evasio Lampiano im Fiat 804

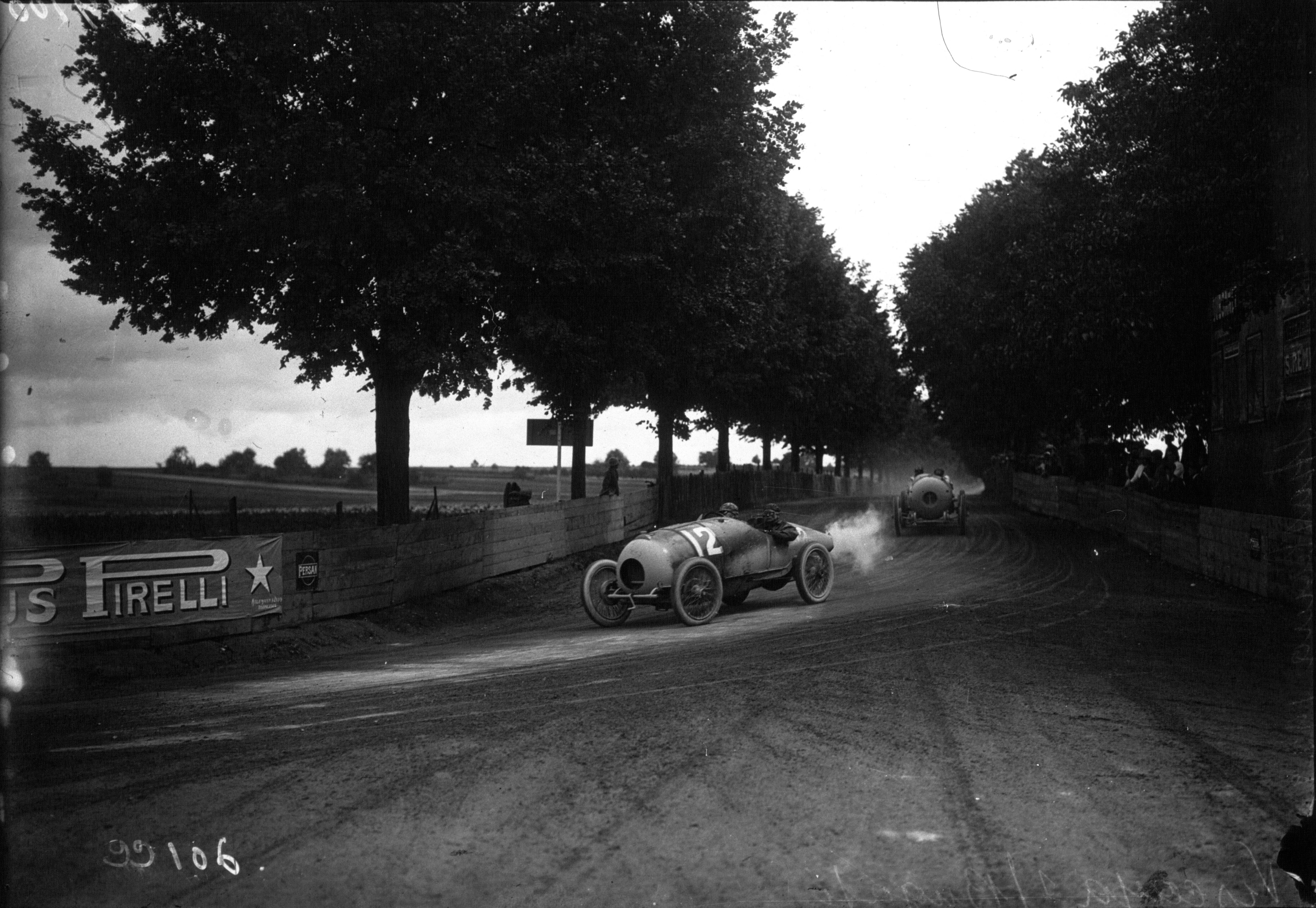
Pierre de Vizcaya im Bugatti T30 vor Giulio Foresti im 2-Liter-Ballot

Der XVI. Große Preis von Frankreich (XVI Grand Prix de l’Automobile Club de France) fand am 16. Juli 1922 auf dem Circuit de Strasbourg um Duppigheim bei Straßburg in Frankreich statt. Das Rennen wurde gemäß der neu erlassenen Grand-Prix-Formel (2 Liter Hubraum, 650 kg Mindestgewicht, Renndistanz mindestens 800 km) über 60 Runden à 13,38 km ausgetragen, was einer Gesamtdistanz von 802,88 km entsprach. Dabei wurde erstmals in der Grand-Prix-Geschichte ein Massenstart durchgeführt, wenn auch zunächst noch in Form eines fliegenden Starts, bei dem die Wagen – angeführt von einem Motorradfahrer – in einer vorher ausgelosten Formation langsam dahinrollten, bis das Rennen freigegeben wurde.

## Rennen
Bereits im Training hatte sich die erdrückende Überlegenheit von Fiat abgezeichnet, als die drei Fahrer des Teams, Pietro Bordino, Altmeister Felice Nazzaro und dessen junger Neffe Biagio (als Grand-Prix-Neuling) mit dem neuen Sechszylinder-Modell vom Typ 804-404 regelmäßig Rundenzeiten um 30 Sekunden schneller als die übrigen 15 Teilnehmer auf fünf verschiedenen Fabrikaten erzielen konnten. Im Rennen entwickelte sich dies zu einer regelrechten Machtdemonstration, zumal einige Hersteller darauf mit einer Verkürzung der Antriebsübersetzung reagiert hatten, was nun zu zahlreichen Motorschäden unter den Konkurrenten führte. So waren zur Halbzeit schon elf der 18 gestarteten Teilnehmer aus dem Rennen, darunter die kompletten Teams von Rolland-Pilain, Sunbeam und Aston Martin – wo Bau und Einsatz der nur mit einem 1,5-Liter-Vierzylinder ausgestatteten Wagen durch den Millionär und Herrenfahrer Louis Zborowski finanziert worden war. An der Spitze lagen die drei Fiat-Fahrer dagegen bereits mit deutlichem Abstand in Front. Allein der elsässische Bugatti-Fahrer Ernest Friederich war aufgrund seiner guten Streckenkenntnis anfänglich noch in der Lage gewesen, Anschluss an die Fiat zu halten, bis auch er in der 16. Runde mit Motorschaden aufgeben musste. Nach drei Vierteln der Renndistanz musste schließlich auch der letzte noch verbliebene Ballot von Giulio Foresti die Segel streichen, so dass neben den drei führenden Fiat nur noch die Bugattis von Pierre de Vizcaya, Pierre Marco und Jacques Mones-Maury – wenn auch mit erheblichem Rückstand – im Rennen noch vertreten waren.
Dennoch geriet der Fiat-Sieg durch die dramatischen Ereignisse am Ende des Rennens noch einmal ernsthaft in Gefahr, als an allen drei Rennwagen des Teams aufgrund eines Konstruktionsfehlers Brüche an der Hinterachse auftraten. Nachdem Biagio Nazzaro hierdurch bei hoher Geschwindigkeit ein Rad verloren hatte und beim nachfolgenden Überschlag seines Wagens zu Tode gekommen war, überstand Bordino zwei Runden vor Rennende seinen von einem gleichartigen Defekt verursachten Unfall zumindest ohne größere gesundheitliche Folgen. Felice Nazzaro, der auch nach dem Tod seines Neffens weitergefahren war, konnte nach einer Gesamtzeit von über sechs Stunden und mit einem Durchschnitt von 127,67 km/h seinen ebenfalls angeschlagenen Wagen dagegen trotz seines Zeitvorsprungs von beinahe einer Stunde auf den zweitplatzierten Bugatti-Fahrer de Vizcaya gerade noch so für den letzten bedeutenden Sieg seiner Karriere ins Ziel retten. Mit Pierre Marco auf Bugatti kam schließlich nur noch ein weiterer Fahrer mit ca. 90 Minuten Zeitrückstand in die Wertung.

## Ergebnisse

### Meldeliste
| Team                                                       | Nr. | Fahrer               | Info | Chassis            | Motor                  | Reifen |
| ---------------------------------------------------------- | --- | -------------------- | ---- | ------------------ | ---------------------- | ------ |
| Société Lyonnaise de l’Industrie Mécanique et Autos Pilain | 01  | François Lecot       | DNA  | Slim-Pilain        |                        | M      |
| Automobiles Delage                                         | 02  | René Thomas          | DNA  | Delage             |                        |        |
| Automobiles Delage                                         | 10  | Fahrer nicht benannt | DNA  | Delage             |                        |        |
| SA Mathis                                                  | 03  | Lams                 | DNA  | Mathis             |                        | M      |
| Fiat                                                       | 04  | Felice Nazzaro       |      | Fiat 804           | Fiat Type 404 2.0L I6  | P      |
| Fiat                                                       | 11  | Pietro Bordino       |      | Fiat 804           | Fiat Type 404 2.0L I6  | P      |
| Fiat                                                       | 17  | Biagio Nazzaro       |      | Fiat 804           | Fiat Type 404 2.0L I6  | P      |
| Usines Bugatti                                             | 05  | Ernest Friederich    |      | Bugatti T29/30     | Bugatti 2.0L I8        |        |
| Usines Bugatti                                             | 12  | Pierre de Vizcaya    |      | Bugatti T29/30     | Bugatti 2.0L I8        |        |
| Usines Bugatti                                             | 18  | Jacques Mones-Maury  |      | Bugatti T29/30     | Bugatti 2.0L I8        |        |
| Usines Bugatti                                             | 22  | Pierre Marco         |      | Bugatti T29/30     | Bugatti 2.0L I8        |        |
| SA des Établissements Rolland-Pilain                       | 06  | Albert Guyot         |      | Rolland-Pilain A22 | Rolland-Pilain 2.0L I8 |        |
| SA des Établissements Rolland-Pilain                       | 13  | Victor Hémery        |      | Rolland-Pilain A22 | Rolland-Pilain 2.0L I8 |        |
| SA des Établissements Rolland-Pilain                       | 19  | Louis Wagner         |      | Rolland-Pilain A22 | Rolland-Pilain 2.0L I8 |        |
| Établissements Ballot                                      | 07  | Jules Goux           |      | Ballot 2-Litre S   | Ballot 2.0L I4         |        |
| Établissements Ballot                                      | 14  | Giulio Foresti       |      | Ballot 2-Litre S   | Ballot 2.0L I4         |        |
| Établissements Ballot                                      | 20  | Giulio Masetti       |      | Ballot 2-Litre S   | Ballot 2.0L I4         |        |
| Aston Martin Cars                                          | 08  | Clive Gallop         |      | Aston Martin GP    | Aston Martin 1.5L I4   |        |
| Aston Martin Cars                                          | 15  | Louis Zborowski      |      | Aston Martin GP    | Aston Martin 1.5L I4   |        |
| Sunbeam-Talbot-Darracq Motors                              | 09  | Jean Chassagne       |      | Sunbeam GP         | Sunbeam 2.0L I4        |        |
| Sunbeam-Talbot-Darracq Motors                              | 16  | Kenelm Lee Guinness  |      | Sunbeam GP         | Sunbeam 2.0L I4        |        |
| Sunbeam-Talbot-Darracq Motors                              | 22  | Henry Segrave        |      | Sunbeam GP         | Sunbeam 2.0L I4        |        |

### Startformation
Die Startpositionen wurden in der Reihenfolge der Startnummern besetzt. Der Start erfolgte fliegend.
| –            |             | F. Nazzaro |           |
|              |             |            |           |
|              | Friderich   |            | Guyot     |
|              |             |            |           |
| Goux         |             | Gallop     |           |
|              |             |            |           |
|              | Chassagne   |            | Bordino   |
|              |             |            |           |
| de Vizcaya   |             | Hémery     |           |
|              |             |            |           |
|              | Foresti     |            | Zborowski |
|              |             |            |           |
| Lee Guinness |             | Nazarro    |           |
|              |             |            |           |
|              | Mones-Maury |            | Wagner    |
|              |             |            |           |
| Masetti      |             | Segrave    |           |
|              |             |            |           |
|              |             |            | Marco     |

### Rennergebnis
| Pos. | Fahrer              | Konstrukteur   | Runden | Stopps | Zeit          | Start | Schnellste Runde | Ausfallgrund                                |
| ---- | ------------------- | -------------- | ------ | ------ | ------------- | ----- | ---------------- | ------------------------------------------- |
| 01   | Felice Nazzaro      | Fiat           | 60     |        | 6:17:17,0 h   | 1     | 5:43,0 min       |                                             |
| 02   | Pierre de Vizcaya   | Bugatti        | 60     |        | + 57:42,8 min | 8     |                  |                                             |
| 03   | Pierre Marco        | Bugatti        | 60     |        | + 1:30:47,2 h | 18    |                  |                                             |
| —    | Pietro Bordino      | Fiat           | 58     |        | DNF           | 7     |                  | Unfall nach Bruch der Hinterachse           |
| —    | Jacques Mones-Maury | Bugatti        | 57     |        | NC            | 14    |                  |                                             |
| —    | Biagio Nazzaro      | Fiat           | 51     |        | DNF           | 13    |                  | tödlicher Unfall nach Bruch der Hinterachse |
| —    | Giulio Foresti      | Ballot         | 44     |        | DNF           | 10    |                  | Motorschaden                                |
| —    | Jules Goux          | Ballot         | 31     |        | DNF           | 4     |                  | Unfall                                      |
| —    | Clive Gallop        | Aston Martin   | 30     |        | DNF           | 5     |                  | Motorschaden                                |
| —    | Henry Segrave       | Sunbeam        | 29     |        | DNF           | 17    |                  | Motorschaden                                |
| —    | Louis Zborowski     | Aston Martin   | 19     |        | DNF           | 11    |                  | Motorschaden                                |
| —    | Giulio Masetti      | Ballot         | 15     |        | DNF           | 16    |                  | Motorschaden                                |
| —    | Ernest Friederich   | Bugatti        | 14     |        | DNF           | 2     |                  | Motorschaden                                |
| —    | Victor Hémery       | Rolland-Pilain | 12     |        | DNF           | 9     |                  | Zylinder überhitzt                          |
| —    | Kenelm Lee Guinness | Sunbeam        | 5      |        | DNF           | 12    |                  | Motorschaden                                |
| —    | Jean Chassagne      | Sunbeam        | 5      |        | DNF           | 6     |                  | Motorschaden                                |
| —    | Albert Guyot        | Rolland-Pilain | 2      |        | DNF           | 3     |                  | Motorschaden                                |
| —    | Louis Wagner        | Rolland-Pilain | 2      |        | DNF           | 15    |                  | Motorschaden                                |